# Benjamin Henrichs
Benjamin Henrichs (ur. 23 lutego 1997 w Bocholt) – niemiecki piłkarz pochodzenia ghańskiego, występujący na pozycji obrońcy w niemieckim klubie RB Leipzig oraz w reprezentacji Niemiec. Uczestnik Mistrzostw Europy 2024.

## Kariera klubowa
Treningi piłki nożnej rozpoczął w SpVgg Porz-Gremberghoven, z którego w 2004 roku trafił do Bayeru 04 Leverkusen. W kwietniu 2015 został włączony do pierwszej drużyny tego klubu, w której zadebiutował 20 września 2015 w przegranym 0:3 meczu z Borussią Dortmund. W maju 2017 przedłużył kontrakt z klubem do 2022 roku.
W 2016 został laureatem Medalu Fritza Waltera.
W sierpniu 2018 roku podpisał pięcioletni kontrakt z AS Monaco.
W lipcu 2020 został wypożyczony na rok do RB Leipzig. 1 lipca 2021 roku został wykupiony za 15 milionów euro.

## Kariera reprezentacyjna
Młodzieżowy reprezentant Niemiec w kadrach U-15, U-16, U-17, U-18, U-19 i U-21. W dorosłej reprezentacji zadebiutował 11 listopada 2016 w wygranym 8:0 meczu z San Marino. W 2017 roku znalazł się w kadrze Niemiec na Puchar Konfederacji. Na turnieju wystąpił w dwóch wygranych spotkaniach: 3:1 z Kamerunem i 4:1 z Meksykiem. W pierwszym wszedł na boisko w 74. minucie, a 7 minut później zdobył asystę przy golu Timo Wernera na 3:1, natomiast drugi rozegrał w całości i w 6. minucie zaliczył asystę przy golu Leona Goretzki na 1:0. Ostatecznie Niemcy wygrali zawody po pokonaniu w finale Chile 1:0.

## Sukcesy

### RB Leipzig
- Puchar Niemiec: 2021/2022, 2022/23
- Superpuchar Niemiec: 2023/24

### Reprezentacyjne
- Puchar Konfederacji: 2017

## Życie osobiste
Jego ojciec jest Niemcem, a matka pochodzi z Ghany.